# Laurentius Surius
Laurentius Surius (dans le siècle Lorenz Sauer), né à Lübeck en 1522, mort à Cologne le 23 mai 1578, est un moine chartreux et écrivain religieux allemand .

## Biographie
Laurentius Surius naquit à Lübeck de parents sans doute protestants. Il poursuivit ses études d'abord à Francfort-sur-l'Oder, puis à Cologne. Dans cette dernière ville, il fut le condisciple de saint Pierre Canisius et se convertit sous son influence et fréquentant des cercles sous la direction spirituelle des chartreux de Cologne. À l'exemple du chartreux Johannes Landsperg (1490-1539), il décida de se faire moine. Il entra à la chartreuse de Cologne en 1540 , prononça ses premiers vœux le 23 février 1541, ses vœux perpétuels le 24 février 1542 et fut ordonné prêtre en 1543, sous le priorat de Gerhard Kalckbrenner (1536-1566). Il mena ensuite une vie d'étude dans ce même monastère, où il mourut, et ne s'en absenta que rarement. Comme modèle de piété et observant strictement la règle de son ordre, tout en se dévouant à son travail intellectuel, il était tenu en haute estime par le pape saint Pie V.
Il a publié en 1566 un ouvrage historique intitulé Commentarius brevis rerum in orbe gestarum ab a. 1500 ad a. 1564, conçu comme une continuation de la Chronique de Johannes Nauclerus, mais exprimant surtout de manière tranchante le point de vue catholique sur les événements du siècle en réponse notamment à Johannes Sleidanus ; de ce texte fut publiée en 1568 une traduction allemande établie par Heinrich Fabricius, évêque auxiliaire de Spire, et en 1571 une traduction française réalisée par un certain Jacques Estourneau (Histoire ou Commentaires de toutes choses mémorables avenues depuys LXX ans en ça par toutes les parties du monde, tant au faict seculier que ecclesiastique, composez premierement par Laurens Surius, & nouvellement mis en françois par Jacques Estourneau Xainctongeois, Paris, Guillaume Chaudière, 1571).
En 1567, il publia une collection d'actes de conciles en quatre volumes, Concilia omnia cum generalia tum provincialia atque particularia, dédiée au roi Philippe II d'Espagne. Mais son grand ouvrage est son recueil de vies de saints en six volumes, De probatis vitis sanctorum ab Al. Lippomano olim conscriptis, nunc primum emendatis et auctis (1570/76), dont il dédia le premier volume au pape Pie V. Comme le titre l'indique, il s'agit d'une expansion du recueil de Luigi (Aloysius) Lippomano (Sanctorum priscorum patrum vitæ, Venise, 1551/60, 8 vol.). Il a pris beaucoup de libertés avec les textes des manuscrits qu'il a utilisés. Son confrère chartreux Jakob Mosander ajouta un septième volume à l'occasion de la seconde édition en 1582. Une troisième édition améliorée a été publiée, toujours à Cologne, en 1618, et une autre plus récemment, à Turin en 1875/80, en treize volumes.
Surius a également produit en 1569 une édition des œuvres du pape Léon Ier (Domini Leonis ejus nominis primi... opera quæ quidem haberi potuerunt omnia... His adjunximus D. Leonis IX, æque Romani pontificis, eruditas aliquot lucubrationes...), et en 1576 une édition augmentée de l'homéliaire de Charlemagne (Homiliæ seu conciones præstantissimorum Ecclesiæ doctorum in totius anni evangelia ab Alcuino jussu Caroli Magni primum collectæ, quibus nunc accedunt in totius anni epistolas conciones exegeticæ ex patribus congestæ). Il a réalisé d'autre part des traductions latines d'œuvres de Jean Tauler, Jean de Ruisbroek, Henri Suso .